# Bitwa pod Czaśnikami (1567)
Bitwa pod Czaśnikami miała miejsce 20 lipca 1567 podczas wojny litewsko-rosyjskiej 1558-1570, będącej częścią ogólnoeuropejskich zmagań w ramach I wojny północnej
1563–1570.
Armia litewska pod wodzą wojewody bracławskiego księcia Romana Sanguszki pobiła pod Czaśnikami armię rosyjską dowodzoną przez  księcia Sieriebriannego.